# La Guerre sociale (1977)
La Guerre sociale war eine ultralinke und negationistische Zeitschrift, die von 1977 bis 1985 erschien und vor allem von Dominique Blanc gestaltet wurde. Weitere Mitarbeiter waren Pierre Guillaume, Alain Guionnet und Jean-Pierre Tillenon. Gilles Dauvé, der an der Zeitschrift mitarbeitete, war ein ehemaliger Mitarbeiter von La Vieille Taupe.
Die Gruppe La Guerre sociale verübt eine Reihe von Provokationen wie die Verwüstung der Librairie des femmes. In Flugblättern von La Guerre sociale wurde auch Robert Faurisson unterstützt; sowohl im Namen der Wahrheitssuche aber auch auf einer „antikapitalistischen“ Grundlage, da die „Mythologie des Holocaust“ die Funktion habe, „dem stalinistisch-demokratischen Lager zu ermöglichen, sich von dem der Nazis zu unterscheiden ... und viele Schandtaten zu rechtfertigen“. Ab 1980 spalteten sich die Aktivisten in der Frage der Unterstützung für Robert Faurisson. Zusammen mit anderen Aktivisten schrieb Gilles Dauvé einen Brief an Pierre Guillaume, um ihm seine Ablehnung auszudrücken, und verließ La Guerre sociale, um 1983 die Zeitschrift La Banquise zu gründen.